# John Henry Lumpkin
John Henry Lumpkin (* 13. Juni 1812 in Lexington, Georgia; † 10. Juli 1860 in Rome, Georgia) war ein US-amerikanischer Politiker. Zwischen 1843 und 1849 sowie nochmals von 1855 bis 1857 vertrat er den Bundesstaat Georgia im US-Repräsentantenhaus.

## Werdegang
John Lumpkin war ein Neffe von Wilson Lumpkin (1783–1870), der von 1831 bis 1835 Gouverneur von Georgia war und diesen Staat auch in beiden Kammern des Kongresses vertrat. Er besuchte die öffentlichen Schulen seiner Heimat und studierte danach in den Jahren 1831 und 1832 am Franklin College, der späteren University of Georgia in Athens, sowie der Yale University. Danach war er als Privatsekretär seines Onkels, der damals Gouverneur von Georgia war, tätig. Nach einem anschließenden Jurastudium und seiner im Jahr 1834 erfolgten Zulassung als Rechtsanwalt begann er in Rome in seinem neuen Beruf zu arbeiten.
Politisch war Lumpkin Mitglied der Demokratischen Partei. Im Jahr 1835 wurde er in das Repräsentantenhaus von Georgia gewählt, 1838 wurde er Staatsanwalt im Gerichtsbezirk der Cherokee. Im Jahr 1840 kandidierte er noch erfolglos für den Kongress. Bei den staatsweit ausgetragenen Kongresswahlen des Jahres 1842 wurde er dann aber für das achte Abgeordnetenmandat von Georgia in das US-Repräsentantenhaus in Washington, D.C. gewählt, wo er am 4. März 1843 die Nachfolge von Walter T. Colquitt antrat. Nach zwei Wiederwahlen konnte er bis zum 3. März 1849 drei Legislaturperioden im Kongress absolvieren. Diese waren seit 1845 von den Ereignissen des Mexikanisch-Amerikanischen Kriegs geprägt. Ab 1845 vertrat Lumpkins als Nachfolger von Howell Cobb den fünften Kongresswahlbezirk seines Heimatstaates.
Nach seinem vorläufigen Ausscheiden aus dem US-Repräsentantenhaus arbeitete Lumpkin zwischen 1850 und 1853 als Richter im Gerichtsbezirk der Stadt Rome. Bei den Wahlen des Jahres 1854 wurde er nochmals im fünften Distrikt in den Kongress gewählt, wo er am 4. März 1855 Elijah Webb Chastain ablöste. Da er im Jahr 1856 auf eine weitere Kandidatur verzichtete, konnte er bis zum 3. März 1857 nur eine weitere Amtszeit im US-Repräsentantenhaus verbringen. Dort wurde zu dieser Zeit heftig um die Frage der Sklaverei gestritten. Außerdem nahmen die Spannungen im Vorfeld des Bürgerkrieges zu.
Nach seinem endgültigen Ausscheiden aus dem US-Repräsentantenhaus arbeitete Lumpkin wieder als Anwalt. Im Jahr 1857 kandidierte er erfolglos für das Amt des Gouverneurs von Georgia. 1860 war er Delegierter zur Democratic National Convention in Charleston, auf der es die Partei nicht schaffte, sich auf einen Präsidentschaftskandidaten zu einigen. Lumpkin starb am 10. Juli desselben Jahres in seiner Heimatstadt Rome.